# Polyalthia ghesquiereana
Polyalthia ghesquiereana är en tvåhjärtbladig växtart som beskrevs av Alberto Judice Leote Cavaco och Monique Keraudren. Polyalthia ghesquiereana ingår i släktet Polyalthia och familjen kirimojaväxter. Inga underarter finns listade i Catalogue of Life.